# Игуманија Еликонида (Јевтић)
Еликонида Јевтић (Трлић код Уба, 16. јул 1955 — Манастир Горњи Брчели, 27. јануар 2011) била је православна монахиња и игуманија Манастира Горњи Брчели.

## Биографија
Игуманија Еликонида (Јевтић) рођена је 16. јула 1955. године у Трлићу код Уба, од побожних и честитих родитеља четири разреда основне школе завршила у Звиздару код Уба.
Замонашена је 12. јуна 1978. године у Манастиру Ћелије код Ваљева, од стране епископа шабачко-ваљевскога Јована (Велимировића), добивши монашко име Еликонида. Била је старешина Манастира Месића код Вршца, у периоду од 1979. до 1993. године.
Постављена је за старешину Манастира Горњи Брчели, 1993. године где је остала пуних 20. година радећи неуморно на унапређавању манастира.
Упокојила се у Господу 27. јануара 2011. године у Манастиру Горњи Брчели а сахрањена је 29. јануара на монашком гробљу у манастиру.